# Le Tombeur du Michigan
Pour plus de détails, voir Fiche technique et Distribution.
Le Tombeur du Michigan (Reaching for the Sun) est un film américain en noir et blanc de William A. Wellman, sorti en 1941.

## Synopsis
Russ Elliott, un garçon de la campagne, se rend dans la grande ville de Détroit, dans l'espoir de gagner assez d'argent pour acheter un moteur hors-bord pour son bateau. Il rencontre la serveuse Rita dans un restaurant, après quoi, dans la file d'attente du chômage, il se lie d'amitié avec Benny Hogan alors que tous deux trouvent un emploi sur la chaîne de montage d'une usine.
Russ et Rita entament une romance et se marient. Ils ont un enfant et Russ économise assez d'argent pour acheter son moteur hors-bord. Il est malheureux à l'usine, où une brute nommée Herman lui en veut et tente même de lui faire du mal physiquement. Rita est également malheureuse, surtout après la fermeture de l'usine, lorsque Russ et leur pensionnaire, Benny, se retrouvent sans travail pendant des mois.
Russ veut retourner à ses racines. Rita préfère la vie à Detroit et insiste pour qu'il vende son moteur hors-bord. L'usine rouvre ses portes, mais Herman provoque un accident qui coûte une jambe à Russ. Rita accepte de le rendre heureux en retournant à sa maison en forêt et à son bateau, avec Benny comme compagnon.

## Fiche technique
- Titre : Le Tombeur du Michigan
- Titre original : Reaching for the Sun
- Réalisation : William A. Wellman
- Scénario : W.L. River
- Producteur : William LeBaron, William A. Wellman
- Société de production et de distribution : Paramount Pictures
- Photographie : William C. Mellor
- Montage : Thomas Scott
- Musique: Victor Young
- Direction artistique : Hans Dreier, A. Earl Hedrick
- Pays d'origine : États-Unis
- Format : noir et blanc - 35 mm - 1,37:1 - son : Mono (Western Electric Mirrophonic Recording)
- Genre : comédie dramatique
- Durée : 90 min
- Dates de sortie :
  -  États-Unis : 2 mai 1941
  -  France : 23 octobre 1942

## Distribution
- Joel McCrea : Russ Elliot
- Ellen Drew : Rita
- Eddie Bracken : Benny Hogan
- Albert Dekker : Herman
- Billy Gilbert : Amos
- George Chandler : Jerryas Jerry
- Bodil Rosing : mère de Rita
- James Burke : Norm
- Charles D. Brown : Johnson
- Regis Toomey : l'Interne
- Nella Walker : infirmière
- Adrian Morris : le partenaire de Rita au salon de danse